# Wahlen (Toblach)

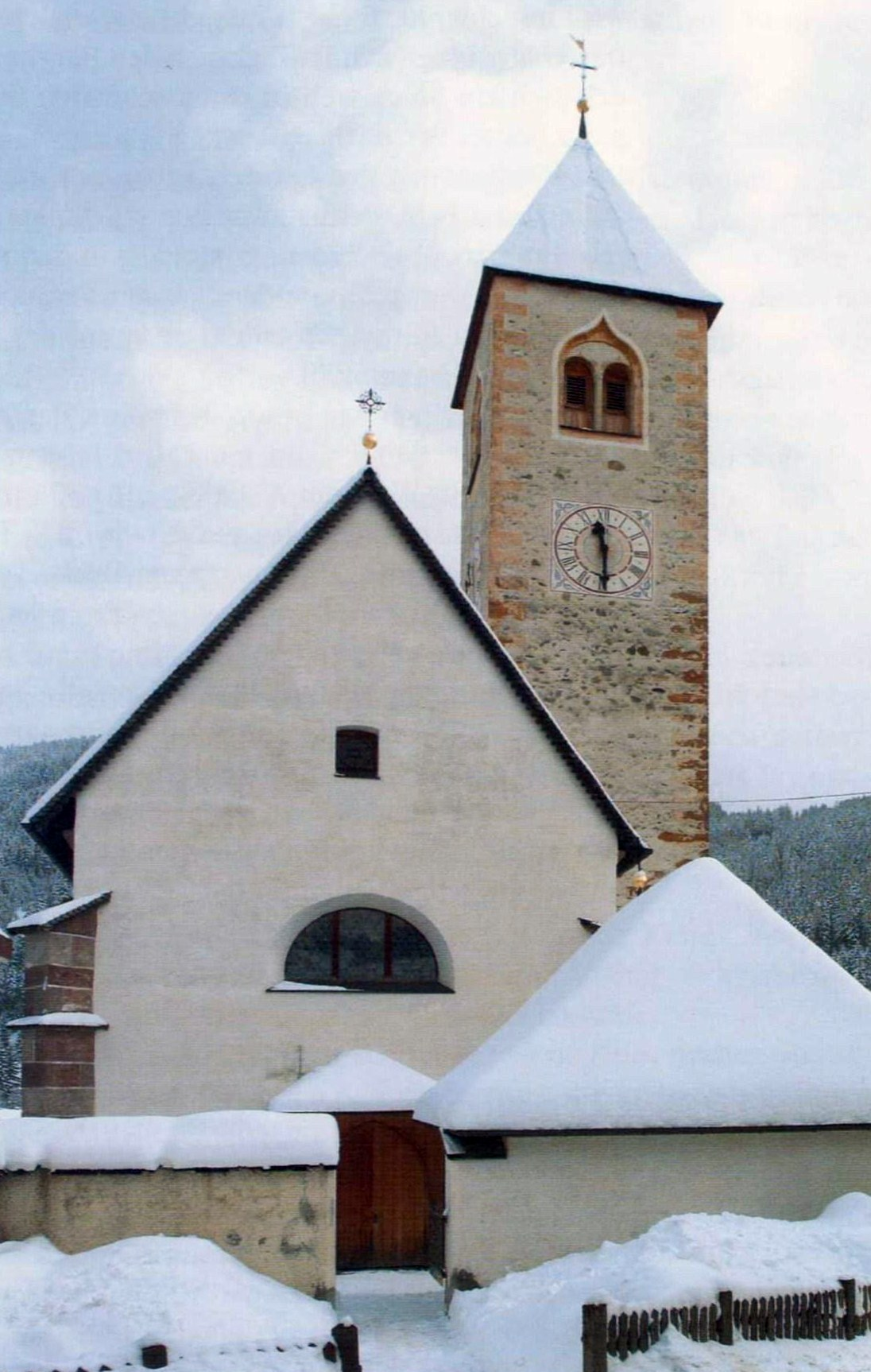
St. Nikolaus in Wahlen

Wahlen (italienisch Valle San Silvestro) ist ein Dorf in Südtirol und eine Fraktion der Gemeinde Toblach.
Die Ortschaft liegt auf rund 1300–1340 m Höhe am Silvesterbach im Eingangsbereich des Silvestertals, das vom Pustertal nordwärts in die Villgratner Berge abzweigt. Wahlen hat rund 350 Einwohner und ist für den Kraftverkehr über die im Hauptort der Gemeinde Toblach ihren Ausgangspunkt nehmende Talstraße erreichbar.
Der Ortsname wurde erstmals 1259 als Walen verschriftlicht. Im kleinen Dorfkern befinden sich die St.-Nikolaus-Kirche und eine Grundschule für die deutsche Sprachgruppe. Ehe es 1928 Toblach zugeschlagen wurde, war Wahlen eine eigenständige Gemeinde.